# Estación Zonnestein
Zonnestein es una parada de tranvía dentro de la ciudad de Amstelveen, Países Bajos. La parada da servicio a las líneas de tranvía 5 y 25. La línea 25, denominada Amsteltram antes de recibir su número de línea, se inauguró oficialmente el 13 de diciembre de 2020, extraoficialmente 4 días antes, el 9 de diciembre. Hasta 2019, era una intersección a desnivel y, además de parada de tranvía, también de tren ligero (Sneltram). La intersección recibe su nombre de una finca en el Río Amstel.
La parada se encuentra en una caja de túnel bajo la intersección de Beneluxbaan con el estrecho de Messina. Recibe su nombre de la calle Zonnestein, al oeste del estrecho de Messina. Al oeste se encuentra la zona residencial de Elsrijk y al este, Kostverloren.
La parada de tranvía se inauguró el 30 de noviembre de 1990 y originalmente contaba con dos andenes laterales: una sección elevada de 65 metros para el tranvía 51 y una sección baja de 30 metros para la línea 5. Su diseño era idéntico al de las paradas de Kronenburg y Van Boshuizenstraat. Las paradas de AJ Ernststraat y De Boelelaan/VU también contaban con una sección elevada y una sección baja con andenes laterales, pero en estas paradas el tranvía paraba más al sur, mientras que en Zonnestein y Kronenburg ocurría lo contrario.
El 3 de marzo de 2019, la parada se cerró temporalmente y se instaló una parada temporal, "Biesbosch", para las líneas 5 y 6 (esta parada ya estaba abierta durante el cierre temporal de la parada de Kronenburg, pero se cerró de nuevo al reabrirse el 9 de marzo de 2020). La parada estaba ubicada en Biesbosch. El tren ligero 51 desapareció el 3 de marzo de 2019 y, del 28 de mayo de 2019 al 6 de noviembre de 2020, la línea 6 funcionó durante las horas punta. El 13 de diciembre de 2020, la parada fue utilizada por el nuevo Amsteltram.
En los planes para la línea renovada de Amstelveen, cuyas obras comenzaron en la primavera de 2019 y finalizaron en 2020, la intersección de Beneluxbaan con la calle Straat van Messina se acotó a desnivel. En la calle Straat van Messina, se construyeron dos viaductos sobre la Beneluxbaan rebajada, con una rotonda para el giro del tráfico a nivel del suelo y un espacio destacado para el tráfico lento. Los carriles únicos de Beneluxbaan y la parada renovada de Zonnenstein también se rebajaron, en un túnel abierto con un andén de isla para el tranvía , en contraste con los andenes laterales originales. El andén está conectado a nivel del suelo mediante escaleras y un ascensor. La parada ahora también se encuentra bajo la intersección, en lugar de al norte de esta. La parada renovada entró en servicio el 25 de mayo de 2020.
La parada está ubicada en una zanja abierta debajo del nivel de la calle y se asemeja a una estación; tiene una plataforma central con escaleras y un ascensor con paredes de vidrio que conduce al nivel de la calle. Los puentes sobre la parada transportan el tráfico de automóviles sobre la línea de tranvía a través de una rotonda, y también hay dos carriles de tráfico que corren debajo de la rotonda paralelos a cada lado de las vías del tranvía. Esta parada es similar en diseño a las de las paradas de tranvía Kronenburg y Sportlaan.